# Милошевич, Милош
Милош Милош (серб. Милош Милошевић; урожд. Милош Милошевич; 1 июля 1941 — 30 января 1966) — американский актёр сербского происхождения, дублёр и телохранитель актёра Алена Делона.

## Ранние годы
В 1950-х Милошевич и его друг Стеван Маркович были уличными бойцами в Белграде. Они встретили Алена Делона, который снимал фильм в Белграде. Делон нанял Милошевича и Марковича в качестве телохранителей, а Милошевич позже переехал в Голливуд, штат Калифорния. Там он встретил гангстера Николая Милинковича. Милинкович дал Милошу 200 000 долларов, чтобы тот выступал в уличных драках, на чём Милинкович заработал 2 000 000 долларов.

## Голливуд
Будучи молодым голливудским актёром, Милош наиболее известен своей ролью советского военно-морского офицера в комедии 1966 года «Русские идут, русские идут», а также титульной ролью в фильме ужасов на эсперанто 1966 года «Инкуб».

### Роли в кино
| Год  | Название                    | Роль    | Примечания              |
| ---- | --------------------------- | ------- | ----------------------- |
| 1965 | Русские идут! Русские идут! | Лысенко |                         |
| 1966 | Инкуб                       | Инкуб   | (последняя роль в кино) |

## Личная жизнь и смерть
Милош был женат на Синтии Бурон с 1964 по 1966 год; у них был один ребёнок.
В 1965 году тогдашняя жена Микки Руни Барбара Энн Томасон (сценическое имя Кэролин Митчелл) завела роман с Милошем. Они были найдены мёртвыми в доме Руни в Лос-Анджелесе в 1966 году. Официальное расследование показало, что Милош застрелил Томасон из хромированного револьвера 38-го калибра Руни, а затем покончил жизнь самоубийством. Официальное расследование вызвало слухи о том, что они оба были убиты из мести за роман.